# Леони Лео
«Леони Лео» (венг. Leoni Leo) — немой венгерский приключенческий фильм 1917 года режиссёра Альфреда Деэши. Главную роль исполнил Бела Лугоши, считается, что это была его первая роль в кинокарьере, в титрах указан под псевдонимом Аристид Ольт (венг. Arisztid Olt). Сценарий фильма написан Йожефом Пакотсом, он является адаптацией романа Жорж Санд «Леоне Леони».
По состоянию на 2021 год фильм считается утерянным.

## Сюжет

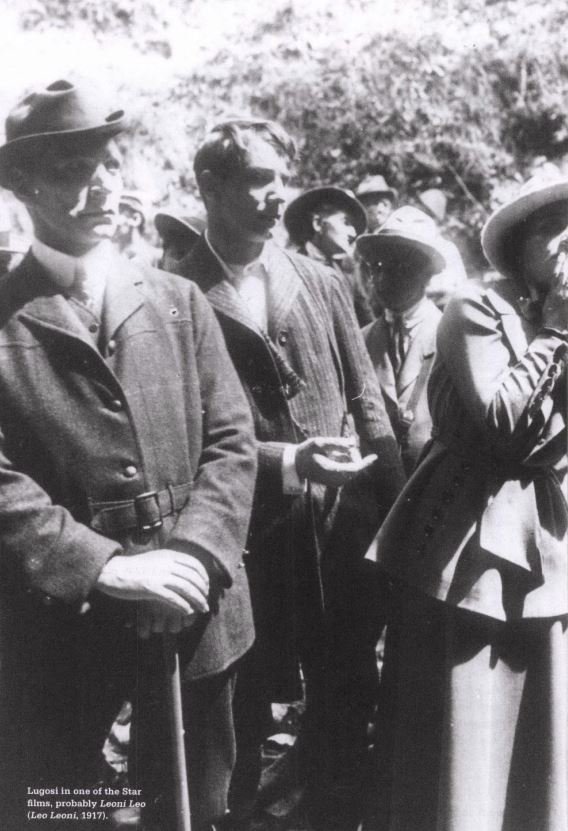
Кадр из неизвестного фильма с Лугоши. По предположениям, возможно это сцена из фильма «Леони Лео».

До наших дней фильм не сохранился, по этой причине не известно, насколько точно он следует сюжету книги. Так же ни сохранилось ни одного кадра, о котором точно можно было бы сказать, что он взят из этого фильма. Но есть как минимум один кадр, который по предположениям биографов Белы Лугоши Гэри Д. Родса и Билла Каффенбергера может являться сценой из фильма.
Известно, что Лугоши играл благородного бандита барона Леони Лео, который возглавляет группу мошенников, известных как «Десятка». Он обманывает Джульетту, чей отец — самый богатый ювелир в Брюсселе, и заставляет её думать, что он влюблён в неё, но на самом деле лишь охотится за её деньгами.

## В ролях
| Актёр                                       | Роль               |
| ------------------------------------------- | ------------------ |
| Бела Лугоши (под псевдонимом Arisztid Olt)  | Леони Лео          |
| Энни Гот                                    | Джульетта          |
| Лайош Геллерт (под псевдонимом Viktor Kurd) | Роберт             |
| Лила Барсони                                | принцесса Загароло |
| Марел Ролла                                 | Кармен             |
| Густав Туран                                | Марио              |
| Норберт Дэн                                 | роль неизвестна    |
| Дьюла Фехер (под псевдонимом Róbert Fiáth)  | маркиз Лоренцо     |
| Ила Лот                                     | роль неизвестна    |

## Производство
«Леони Лео» был снят в Будапеште в 1917 году, он состоял из четырёх актов. Действие романа происходило в Венеции, но в фильме место действия было перенесено в Брюссель. Декорации были спроектированы Иштваном Сиронтаи Лотка. В соответствии со своей стратегией адаптации произведений известных авторов, компания Star Film Company взяла за основу роман Жорж Санд «Леоне Леони», написанный в 1835 году. Сценарий был написан Йожефом Пакотсом, драматургом, который до работы в кино успел написать множество пьес, среди которых Egy Karrier Tortenete. Лугоши появился в первом представлении этой пьесы 3 апреля 1914 года. Премьера фильма состоялась в августе 1917 года.
Считается, что фильм «Леони Лео» был первым фильмом в котором снялся Бела Лугоши. Долгое время о фильме ничего не было известно до тех пор, пока исследователь Ласло Табори не выяснил, что это возможно самый ранний известный фильм с участием Белы Лугоши. На то время Лугоши уже был довольно известным театральным актёром. Но студия Star Film Company заявляла, что не берёт на роли актёров театра из-за того, что они обучались другому стилю игры, не такому который требуется для кинематографа. Возможно эта деталь повлияла на то, что в этом фильме Лугоши выступает под псевдонимом Аристид Ольт (венг. Arisztid Olt). Далее для всех фильмов студии, в которых он принимал участие использовался этот псевдоним.
В процессе подготовки к роли Лугоши, как рассказывают, попросил друга-детектива взять его с собой в небольшую ознакомительную поездку. Об этом даже написала одна из газет, утверждалось, что Лугоши провёл ночь в каком то злачном месте, а когда на следующий день вернулся «с сияющим лицом», его спросили: «Ну, как успехи?». «Отлично», — радостно ответил он. «Представьте себе, как мне повезло. Злодеи так хорошо сыграли свои роли, что им удалось украсть мои золотые часы!».
До наших дней фильм не сохранился.